# Лавр Бретонский
Лавр Бретонский (Laurus, Leri, Lery, VII) — настоятель монастыря в Сен-Лери, память 30 сентября.

## Биография
Святой Лавр родился в Уэльсе. Он отправился в Бретань, где стал основателем и настоятелем монастыря, вокруг которого  впоследствии образовался город (Сен-Лери), названный в его честь.
Святой Лавр был известен своим нестяжанием.